# A album
『A album』（エー・アルバム）は、KinKi Kidsのデビューアルバム。1997年7月21日発売。発売元はジャニーズ・エンタテイメント。

## 概要
デビューシングル『硝子の少年』との同時発売であるが、本作に未収録であり次作の『B album』に収録されている。
これまでCDデビューには至っていなかったが、ジャニーズJr.時代にライブなどで披露されたオリジナル、カバー楽曲や、テレビ番組のタイアップがついた楽曲が本作に収録された。本作はCDデビュー前から完成していた楽曲を中心に収録し、シングル曲なしのアルバムになっている。
このアルバムの発売前に発売された映像作品『KinKi Kids'97 LAWSON PRESENTS』には、本アルバムに収録されているいくつかの楽曲が、CDデビュー前にライブで披露された際の映像が収録されている。
まだKinKi Kidsがジャニーズ事務所の自社レーベル『ジャニーズ・エンタテイメント』に所属する前、つまりCDデビューする前の楽曲が多数収録されているため、本作収録曲は楽曲によって版権の持ち会社が異なっている。作品化によって版権は全てジャニーズに渡ったため、他のレコード会社に権利がある楽曲も、ジャニーズ出版（JOHNNY COMPANY）との併記になっている。カバー曲である『たよりにしてまっせ』のみ、原曲の権利がある作詞・曲者の表記のみになっている。

## チャート成績
初回プレスは本作とシングルの「硝子の少年」がセットになった仕様で発売された。本作の初回盤は卓上カレンダー付きであり、このセット販売の発案者は小杉理宇造である。初回プレス数は100万枚製作され完売している。
シングルとアルバムが同時発売となったのは、KinKi Kidsをデビューさせるために、ジャニー喜多川の意向を汲んだ上でのもの。山下達郎は後日談として、「ジャニーさんは、かわいいやつはデビューさせたくないんです」とし、「キンキも『Kissからはじまるミステリー』でデビューのはずだったが、ジャニーさんがイヤだと言った。デビューさせたくないと。で、次に『硝子の少年』を書いて、それもイヤだと言って。（ジャニーは）アルバムでデビューさせたいと言うので、しょうがないのでアルバムとシングルを同一パッケージ仕様にし」たとのこと。
シングル、アルバムともにミリオンセラーを達成し、オリコン集計で史上2組目（DEENの「このまま君だけを奪い去りたい」と『DEEN』以来）となるデビューシングル・アルバムどちらもミリオンセラー達成という記録を打ち立てる。ジャニーズ事務所所属歌手のオリジナルアルバムでは、2010年に嵐が「僕の見ている風景」を発売するまでは最も高く売り上げていた。

## 収録曲
| #         | タイトル                                     | 作詞                   | 作曲       | 編曲                                  | 時間  |
| --------- | -------------------------------------------- | ---------------------- | ---------- | ------------------------------------- | ----- |
| 1.        | 「Rocks」                                    | 相田毅                 | 谷本新     | 棚橋信仁 / コーラスアレンジ: 松下誠   | 4:32  |
| 2.        | 「Kissからはじまるミステリー」               | 松本隆                 | 山下達郎   | 山下達郎                              | 5:07  |
| 3.        | 「Tell me」                                  | 相田毅                 | 羽場仁志   | 岩田雅之                              | 4:18  |
| 4.        | 「僕は思う」(歌: 堂本光一)                   | 相田毅                 | 谷本新     | 船山基紀                              | 4:04  |
| 5.        | 「せつない恋に気づいて」                     | MIZUE&HIDE             | 寺田一郎   | 岩田雅之                              | 4:28  |
| 6.        | 「DISTANCE」                                 | 山本英美               | MARK DAVIS | CHOKKAKU / コーラスアレンジ: 岩田雅之 | 3:29  |
| 7.        | 「ひとりじゃない」(歌: 堂本剛)               | 森浩美                 | MARK DAVIS | 船山基紀                              | 3:52  |
| 8.        | 「あの娘はSo Fine」                          | 相田毅                 | 谷本新     | CHOKKAKU / コーラスアレンジ: 西司     | 5:11  |
| 9.        | 「FRIENDS」                                  | 森浩美                 | 羽場仁志   | 船山基紀                              | 5:01  |
| 10.       | 「たよりにしてまっせ」(笠置シヅ子のカバー曲) | 吉田みなを、村雨まさを | 服部良一   | 岩田雅之                              | 2:41  |
| 合計時間: | 合計時間:                                    | 合計時間:              | 合計時間:  | 合計時間:                             | 42:43 |

### 楽曲解説
1. Rocks
本作のために書き下ろされた新曲。デビュー直前に堂本剛がテレビ朝日系音楽番組『ミュージックステーション』に出演し、ソロで披露した。
後に自身の2014年のアルバム『M album』にもセルフカバー・バージョンとして収録されている。
2. Kissからはじまるミステリー
堂本剛主演の日本テレビ系土曜グランド劇場『金田一少年の事件簿 第2シーズン』主題歌。
デビューシングル曲「硝子の少年」と同じく、作詞を松本、作編曲は山下が担当した作品。タイアップドラマ放送時からボーカルテイク・アレンジ含め再録されている。
元々は『ジェットコースター・ロマンス』と同様に、デビュー曲として制作されたが、ジャニー喜多川に却下されており、その後製作された『硝子の少年』でデビューすることとなった[5]。
後に自身の2007年のベスト・アルバム『39』にも収録されており、発売時のファン投票で36位にランクインした。
後に「硝子の少年」と同様に山下達郎によるデモバージョンが公開されているが、商品化されていない。山下の2005年のアルバム『SONORITE』には詩・曲とも新たに制作し直したセルフカバーバージョンが収められている。
3. Tell me
本作のために書き下ろされた新曲。
4. 僕は思う - 堂本光一
堂本光一主演の日本テレビ系土曜グランド劇場『銀狼怪奇ファイル』エンディングテーマ。
タイアップドラマの放送から約2年越しでのCD化となった。ボーカルテイクは改めてレコーディングされている。
5. せつない恋に気づいて
CDデビュー前からテレビやコンサートで披露されていた曲。披露当初はポップな楽曲であったが、後にピアノ伴奏によるバラードに大幅にアレンジ変更された。
後に自身の2007年のベスト・アルバム『39』にも収録されており、発売時のファン投票で33位にランクインした。また、2014年のアルバム『M album』にもセルフカバー・バージョンとして収録されている。
6. DISTANCE
堂本光一主演のフジテレビ系スペシャルドラマ『艶姿！ナニワの光三郎七変化』主題歌。
CDデビュー前からテレビやコンサートで頻繁に披露されていた曲。
7. ひとりじゃない - 堂本剛
堂本剛主演の日本テレビ系土曜グランド劇場『金田一少年の事件簿 第1シーズン』主題歌。
剛ソロ曲として、先にタイアップドラマでのオンエアから約2年越しでのCD化である。ボーカルテイクは改めてレコーディングされているが、DVD（もしくはVHS）『金田一少年の事件簿 学園七不思議殺人事件』に1995年当時の音源がSPECIAL PRESENTSとしてフルコーラスで収録されている。
原作漫画『金田一少年の事件簿』の「人喰い研究所（ラボ）殺人事件」では、主人公の金田一一が同曲をカラオケで歌うシーンが収められている。
8. あの娘はSo Fine
本作のために書き下ろされた新曲。
9. FRIENDS
堂本剛・堂本光一主演のTBS系ドラマ『若葉のころ』主題歌。
1996年時点で歌詞がすべて完成しており、テレビやコンサートでは2番のサビも披露された。
自身の2007年のベスト・アルバム『39』発売時のファン投票で18位にランクインした。
10. たよりにしてまっせ
カバー曲。1956年の笠置シヅ子の楽曲を、テンポ良くヒップホップ調にアレンジしたものである。1993年から歌われ続けており、CDデビュー前に出演したテレビ番組やコンサートで最も歌われていた曲だった。当初本人達は「他の曲とアレンジが違い、アルバム全体のバランスが崩れる」という理由で収録するのをためらったが、「今まで応援してくれたファンが、1番思い入れのある曲だし、その感謝の意味もこめて」ということで、収録されることとなった。ボーカルテイクは改めてレコーディングされている。

出版者　1,3,5,6,8：ブライト・ノート・ミュージック、2：日本テレビ音楽株式会社、4,7：日本テレビ音楽出版&ブライト・ノート・ミュージック、9：日音、10：吉田みなを、村雨まさを&服部良一

## 参加ミュージシャン
不明（クレジット表記無し、シングル曲は、各曲を参照のこと）

## 映像作品
- Rocks
  - us
  - 風雲再起近畿小子2001台北演唱會 〜KinKi Kids Returns! 2001 Concert Tour in Taipei〜
  - KinKi Kids Concert 「Memories & Moments」
- Kissからはじまるミステリー
  - KinKi Kids'97 LAWSON PRESENTS
  - us
  - Asian Biggest Live with 光一Birthday KinKi Kids 3 days Panic! at TOKYO DOME '98-'99
  - KinKi Kids Dome F Concert 〜Fun Fan Forever〜
  - KinKi Kids 2010-2011 〜君も堂本FAMILY〜
  - KinKi Kids Concert -Thank you for 15years- 2012-2013
  - 2015-2016 Concert KinKi Kids
  - We are KinKi Kids Dome Concert 2016-2017 TSUYOSHI & YOU & KOICHI
  - KinKi Kids Concert Tour 2019-2020 ThanKs 2 YOU
  - KinKi Kids O正月コンサート2021
  - KinKi Kids Concert 2022-2023 24451〜The Story of Us〜
  - P album（初回盤A）
  - KinKi Kids Concert 2023-2024 〜Promise Place〜
  - 39 Very much
- Tell me
  - us
  - Asian Biggest Live with 光一Birthday KinKi Kids 3 days Panic! at TOKYO DOME '98-'99
  - KinKi Kids Dome Tour 2004-2005 -Font De Anniversary.-
- 僕は思う
  - KOICHI DOMOTO LIVE TOUR 2004 1/2
  - We are Øn' 39!! and U? KinKi Kids Live in DOME 07-08
  - P album（初回盤A）
- せつない恋に気づいて
  - KinKi Kids'97 LAWSON PRESENTS
  - us
  - LIVE ROSSO E AZZURRO（堂本剛ソロ）
  - KinKi Kids 2010-2011 〜君も堂本FAMILY〜
  - KinKi Kids Concert 「Memories & Moments」
- DISTANCE
  - KinKi Kids'97 LAWSON PRESENTS
  - Asian Biggest Live with 光一Birthday KinKi Kids 3 days Panic! at TOKYO DOME '98-'99
  - KinKi Kids concert tour J
- ひとりじゃない
  - KinKi Kids'96 1996.1.13 yoyogi white theater
  - We are Øn' 39!! and U? KinKi Kids Live in DOME 07-08
  - The BEST（初回限定盤）
  - P album（初回盤A）
- あの娘はSo Fine
  - us
  - Asian Biggest Live with 光一Birthday KinKi Kids 3 days Panic! at TOKYO DOME '98-'99
  - 風雲再起近畿小子2001台北演唱會 〜KinKi Kids Returns! 2001 Concert Tour in Taipei〜
  - KinKi Kids Dome F Concert 〜Fun Fan Forever〜
  - KinKi Kids concert tour J
- FRIENDS
  - KinKi Kids'97 LAWSON PRESENTS
  - KinKi Kids 2010-2011 〜君も堂本FAMILY〜
  - The BEST（初回限定盤）
  - KinKi Kids Concert 2022-2023 24451〜The Story of Us〜（初回限定盤）
  - P album（初回盤B）
- たよりにしてまっせ
  - KiNKi KiDS with 35万人ファン 世紀のLIVE
  - KinKi Kids'96 1996.1.13 yoyogi white theater
  - KinKi Kids'97 LAWSON PRESENTS
  - us
  - KinKi Kids Dome F Concert 〜Fun Fan Forever〜
  - KinKi you DVD
  - KinKi Kids Concert Tour 2019-2020 ThanKs 2 YOU
  - KinKi Kids Concert 2022-2023 24451〜The Story of Us〜（初回限定盤）